# تائیکی آماگاسا
تائیکی آماگاسا (ژاپنی: 天笠 泰輝؛ زادهٔ ۱۱ مهٔ ۲۰۰۰) یک بازیکن فوتبال اهل ژاپن است.
از باشگاه‌هایی که در آن بازی کرده‌است می‌توان به باشگاه فوتبال تسپاکوستاسو گونما اشاره کرد.